# Geometria różniczkowa
Geometria różniczkowa – dziedzina geometrii, badająca krzywe, powierzchnie i ich wielowymiarowe uogólnienia zwane hiperpowierzchniami i rozmaitościami, opierając się na geometrii analitycznej, szeroko stosując metody analizy matematycznej, głównie rachunku różniczkowego.
Po powstaniu pierwszych elementów geometrii różniczkowej w pracach Leibniza, Newtona i starszych braci Bernoullich, XVIII w. był dla tej gałęzi geometrii okresem nowego, szerokiego rozwoju. Problem poszukiwania trajektorii postawił Jan Bernoulli (1697), który właśnie wprowadził ten termin (1698). Wiele artykułów poświęconych było badaniu krzywych, dla których dane były w jakiejś zależności między ich promieniem krzywizny, a innymi wielkościami związanymi z krzywą – promieniem wodzącym, odcinkiem normalnej itd.
Geometria różniczkowa znajduje zastosowania m.in. w fizyce (mechanika klasyczna, ogólna teoria względności, elektromagnetyzm, kwantowa teoria pola), teorii sterowania, ekonometrii, inżynierii, a współcześnie także i w uczeniu maszynowym.
Współczesne obszary badań obejmują m.in.
- geometrię riemannowską (para {\displaystyle (M,g),} gdzie {\displaystyle M} jest rozmaitością, a {\displaystyle g} tensorem metrycznym),
- geometrię symplektyczną (para {\displaystyle (M,\omega ),} gdzie {\displaystyle \omega } zamkniętą niezdegenerowaną dwu-formą),
- geometrię kontaktową (para {\displaystyle (M,H),} gdzie {\displaystyle M} jest {\displaystyle (2n+1)}-wymiarową rozmaitością, a {\displaystyle H} gładkim polem hiperpowierzchni),
- geometrię Finslera (uogólnienie geometrii riemannowskiej, określone przez rozmaitość wyposażoną w metrykę Finslera),
- geometrię konforemną (para {\displaystyle (M,[g]),} gdzie {\displaystyle [g]} jest klasą konforemną tensorów metrycznych),
- grupy i algebry Liego (grupy wyposażone w strukturę rozmaitości i ich algebry, tj. przestrzenie styczne w punkcie identyczności),
- geometrię Kählera (czwórkę {\displaystyle (M,g,\omega ,J),} gdzie {\displaystyle (g,\omega ,J)} są kompatybilnymi strukturami, odpowiednio, metryczną, symplektyczną i zespoloną),
- teorię cechowania (zagadnienie wiązek wektorowych i koneksji w nich, motywowane teorią pola),
- topologię różniczkową (badanie globalnych niezmienników różniczkowych rozmaitości niewyposażonej w dodatkową strukturę),
- geometrię Cartana (rozmaitości lokalnie modelowane na grupach ilorazowych).